# Rață cucuiată mică
Rața cucuiată mică (Aythya affinis) este o mică rață scufundătoare din America de Nord care migrează spre sud până în America Centrală în timpul iernii. 

## Galerie

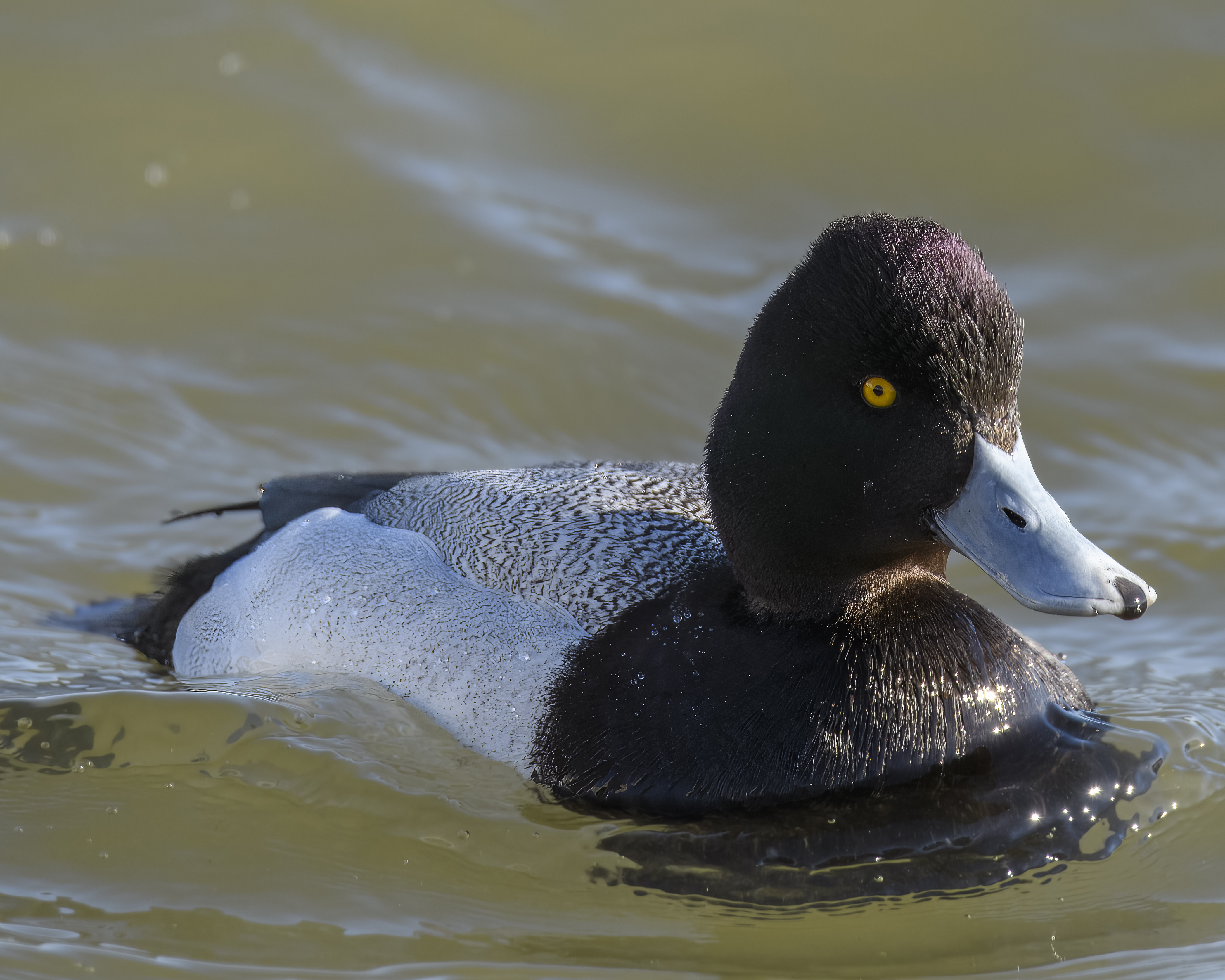
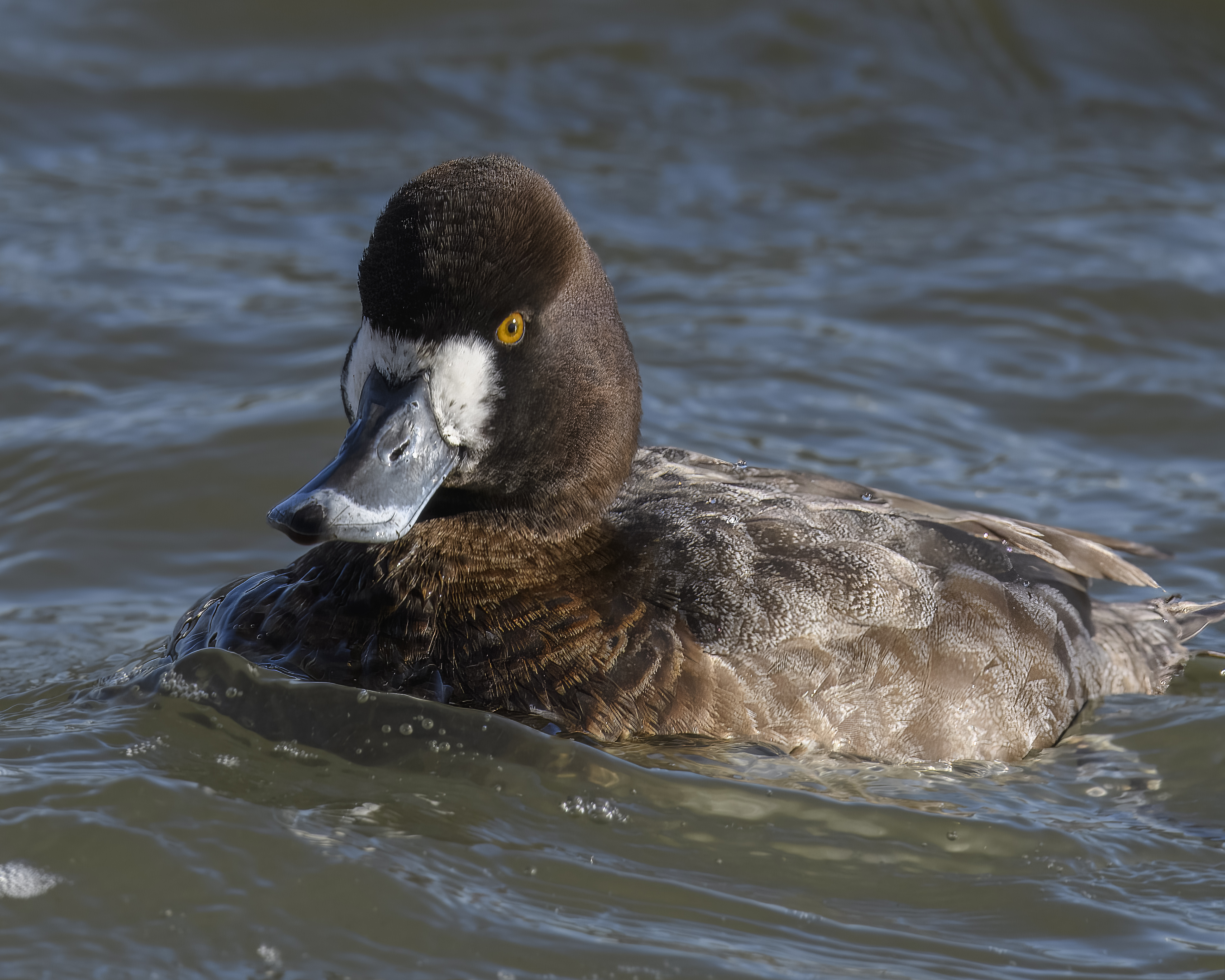
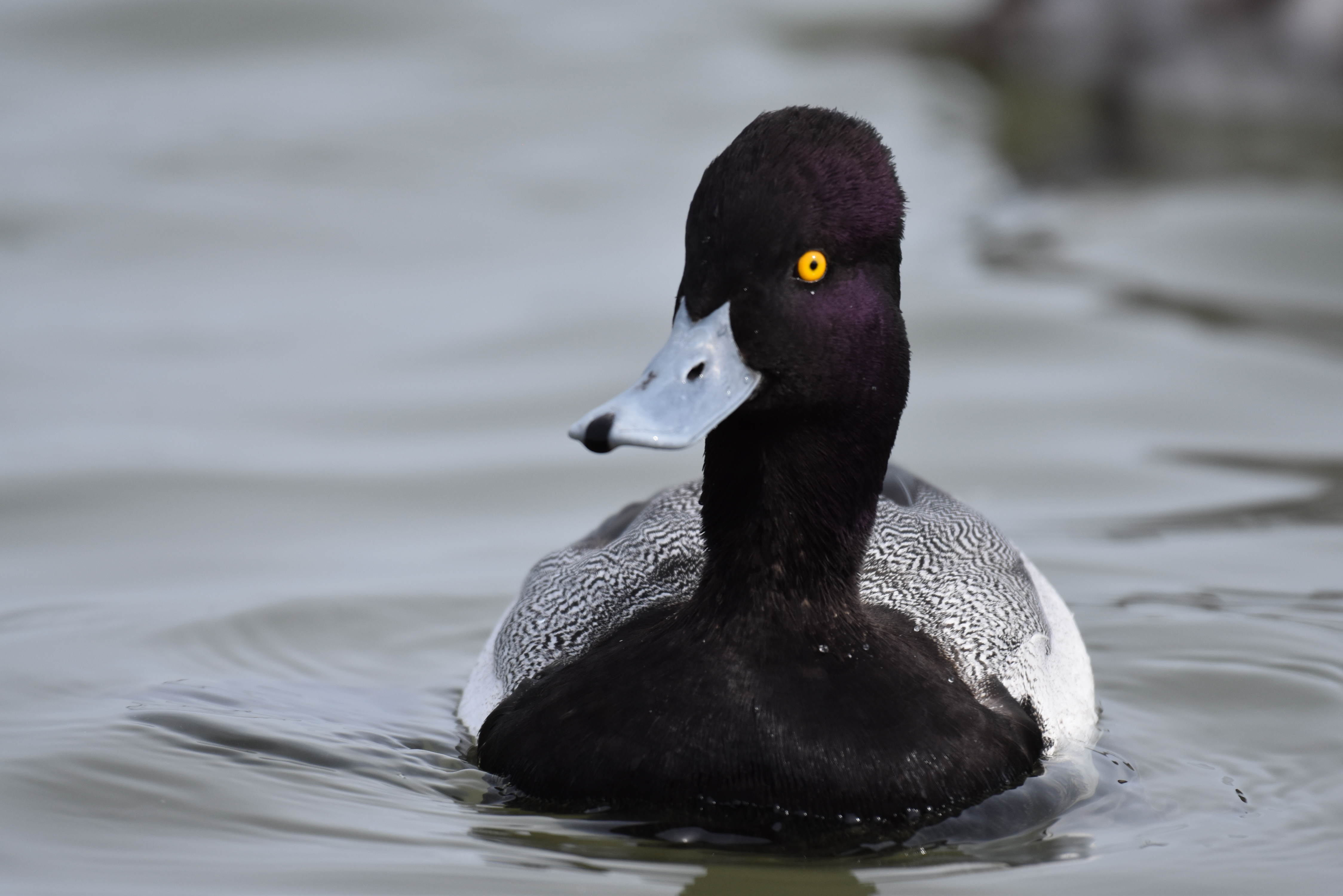
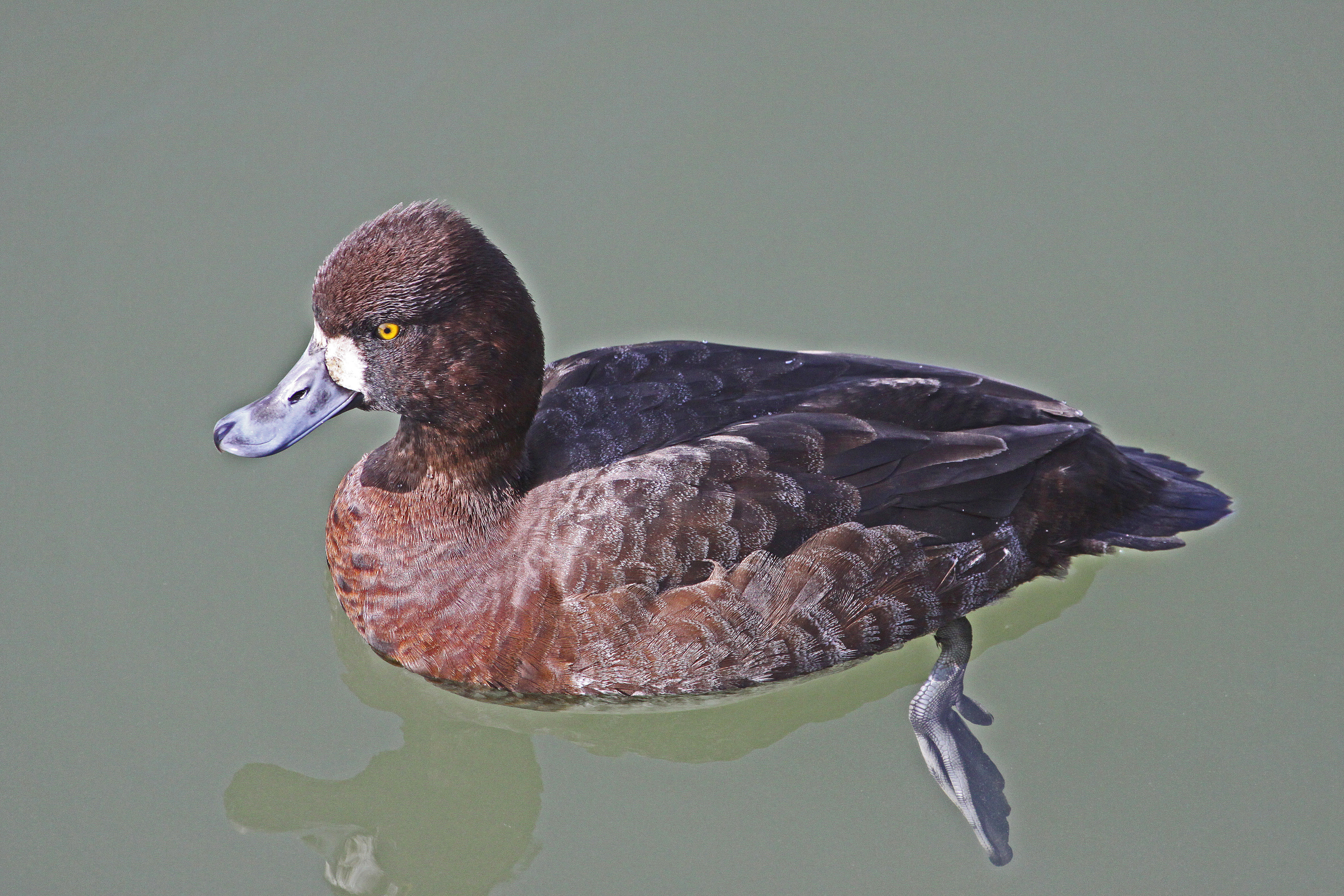
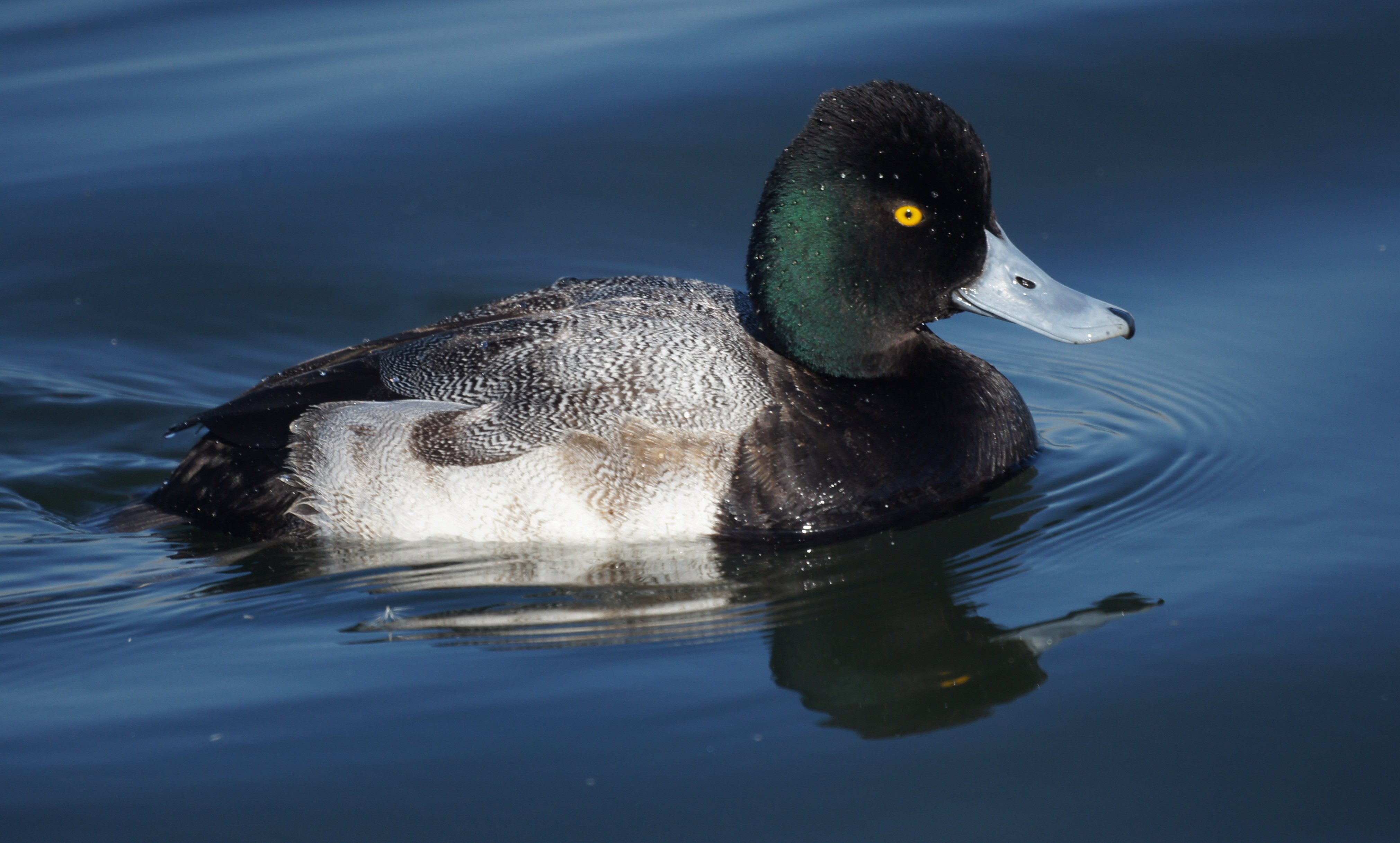
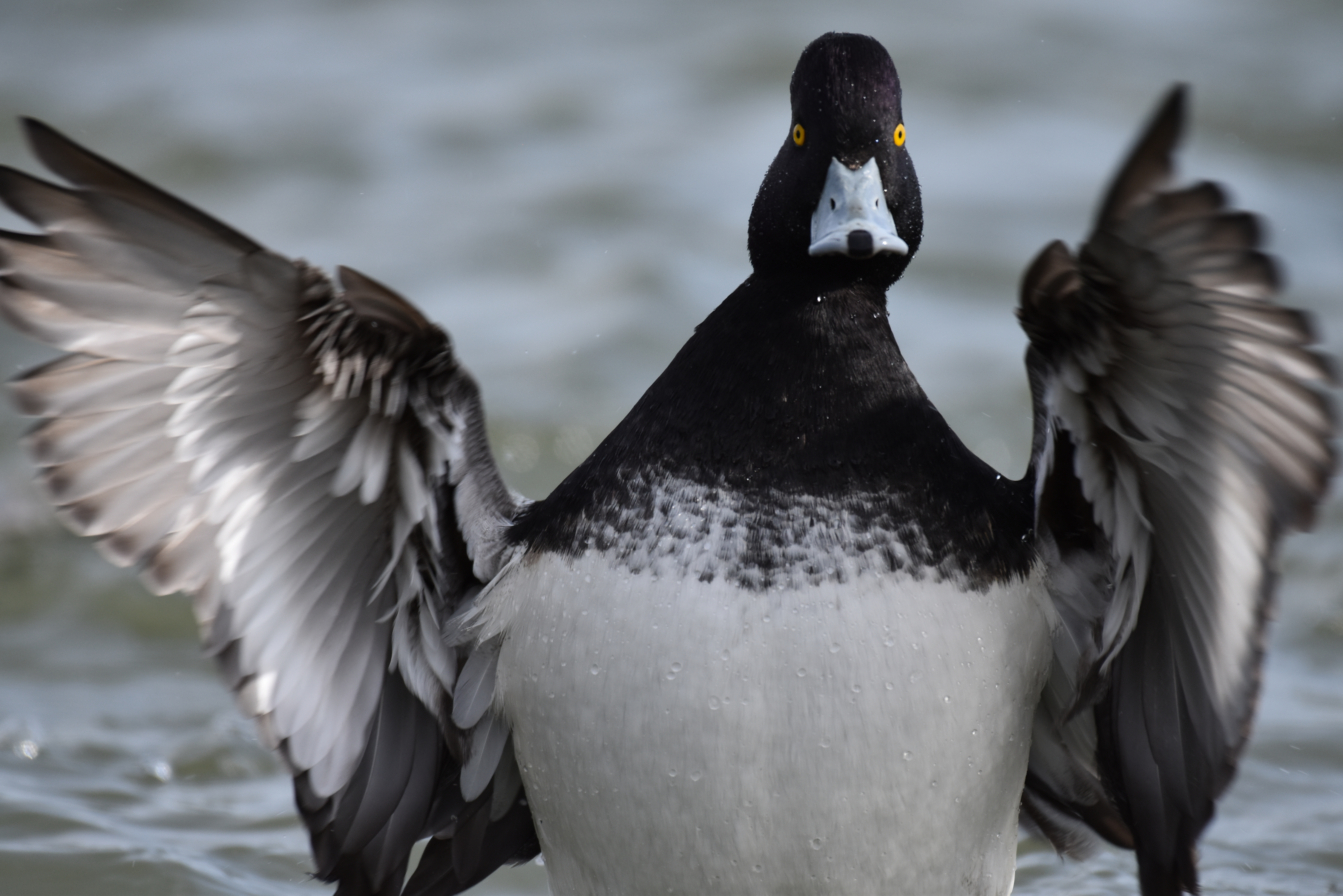